# PC Fútbol 2007
PC Fútbol 2007 es un videojuego desarrollado por Gaelco en el 2006 para PC. Fue el penúltimo juego de la saga PC Fútbol y el último para ordenador.

## Temática
Como todos los títulos anteriores, es un mánager de fútbol en el que puedes controlar a un equipo en el aspecto técnico, económico y de gestión.

## Novedades que aporta esta versión
Podemos en esta ocasión encontrar en el juego un editor, donde podremos cambiar el nombre de jugadores, equipos y sus estadios.
Se ha actualizado la base de datos de jugadores y equipos.

## Fallos de esta versión
Como en las dos anteriores versiones desarrolladas por Gaelco, el juego viene cargado de innumerables fallos, entre los que se pueden detallar:
- En casi todos los partidos se marcan goles en los minutos 2 y 4.
- Es imposible ganar o que te ganen por goleada.
- Es muy difícil remontar un resultado, si se comienza perdiendo, la segunda parte se acabará de la misma manera.
- Los defensas tienen el mismo olfato goleador que los delanteros.
- Algunos equipos aparecen repetidos.
- En el modo resultado, si sustituyes un jugador y ha marcado un gol, el gol se le cuenta al jugador que sale al campo a pesar de no haber jugado el partido.
- Se producen excesivos empates en la liga regular. Al final de la liga, es fácil que teniendo entre 55 y 60 puntos quedes entre los cuatro primeros, y además cada jornada se producen unos seis, siete u ocho empates entre los diez partidos que se juegan, dato que contrasta enormemente con la realidad.
- Es muy fácil que, por ejemplo, un equipo como el Racing de Santander que opta a la permanencia fiche, por ejemplo, a Wayne Rooney del Manchester United que opta al título si tiene dinero suficiente, lo que hace al videojuego muy poco realista.
- Es muy fácil vender a todos los jugadores además por cantidades bastante altas, aunque estos jugadores sean de calidad muy limitada.
- La base de datos en las divisiones principales son bastante detalladas y realistas, pero en cuanto desciendes de categoría te encuentras, por ejemplo, que los equipos de 3ª división tienen la mayoría tan sólo 16 jugadores en cada plantilla.

## Parches

### Parche 1.5
Este parche fue sacado a mediados de diciembre de 2006. Los arreglos que hace son estos:
- Solucionado el error que se producía al acceder a varios de los equipos filiales.
- Arreglado el problema al cambiar de rol a un jugador que acaba de salir del banquillo en el simulador 3D.
- La oferta de equipos en Promanager es aleatoria al comenzar la partida: ahora no siempre se ofrecerán los mismos.
- Solucionado el error grave en algunas búsquedas de jugadores.
- Solucionadas las cancelaciones erróneas durante la moviola y después de finalizar algunos partidos.
- Los abonos funcionan correctamente desde la pretemporada.
- Solucionados algunos problemas en las ofertas al equipo con pago fraccionado.
- La música continúa una vez jugado un partido en 2D y en el simulador LiMa.
- Solucionado el problema con la promoción de juveniles al filial (si hay más de un filial, se promociona al "B”).
- Arreglado el error en juveniles cuando sólo tenías a uno en plantilla.
- Se ha actualizado la rebaja de sanción de los equipos italianos del Calcio.
- Ahora, desde el primer momento el precio de la reforma en equipamiento en cuatro semanas es distinta (y menor) a la de 8 semanas.
- La primera reforma de calefacción del estadio se ha reformado.
- Solucionadas las ofertas de vallas a cero meses después de negociaciones largas.
- Actualizados los requerimientos de la cartera de fichajes con secretario técnico.
- Al despedir a un jugador se indica correctamente cuánto te cuesta despedirle.
- Ya no se pueden comprar jugadores de tu propio filial.
- Se puede reordenar en búsqueda por los parámetros y mantiene una ordenación correcta.
- Se recuperan los lesionados o sancionados de larga duración puestos al comenzar el juego.
- Los derechos por jugar competiciones UEFA son ahora los correctos.
- Los tooltips de las lesiones descuentan el tiempo correctamente.
- Solucionado el error que permitía ofrecer jugadores cedidos en mi equipo como pago para fichar a otro jugador.
- Arreglado problema de mensaje del asistente por conseguir objetivos al principio de la temporada.
- El mercado se ha separado en Transferibles y Libres.
- Arreglada la generación de juveniles cuando un jugador se retira.
- Arreglada la orden individual "Finalización obligatoria”.
- Se permite cambiar los precios de abonos en las siguientes temporadas.
- Los jugadores de equipos exportados aparecen con la energía completa.
- Temporizadores incluidos en el descanso
- Salen correctamente las fotos de los jugadores en el simulador.
- Los avatares en línea se muestran correctamente.
- Los partidos en línea arrancan automáticamente en el descanso.
- Errores de sincronización en partidos en línea solucionados.
- Solucionado el problema de desincronización de partidos desde el principio de los mismos por el cruce de ficheros en sistemas.
- Solucionados los problemas con las órdenes individuales.
- Ahora se informa en los casos en que no se puede cambiar de estado en línea.
- En los equipos exportados al en línea se exportan los sistemas y las órdenes, ajustados a tu nivel.
- Las estadísticas de partidos se actualizan correctamente.
- En partidos en línea se puede continuar la segunda parte aunque uno de los dos abandone el partido.
- Revisión completa de la base de datos de la 2ª División B española.
- Corregida la estructuración de equipos de la 2ª División B española.
- Revisión general de sueldos y cláusulas de rescisión de jugadores.
- Revisión de la Tercera División española, especialmente en aquellos equipos recién ascendidos, y en los grupos 5 y 7.
- Reestructuración de equipos en las ligas argentinas.
- Reestructuración de equipos en la serie C italiana.

## Juegos relacionados
- PC Fútbol 1.0 (Simulador profesional de fútbol)
- PC Fútbol 2.0
- PC Fútbol 3.0
- PC Fútbol 4.0
- PC Fútbol 5.0
- PC Fútbol 6.0
- PC Fútbol 7
- PC Fútbol 2000
- PC Fútbol 2001
- PC Fútbol 2005
- PC Fútbol 2006
- PC Fútbol 18